# Tetrastichus aeneoviridis
Tetrastichus aeneoviridis är en stekelart som först beskrevs av Girault 1912.  Tetrastichus aeneoviridis ingår i släktet Tetrastichus och familjen finglanssteklar. Inga underarter finns listade i Catalogue of Life.